# Donald Unger
Sebastian "Donald" Unger (18. března 1894, Montreux – 30. dubna 1943, Concord) byl švýcarský reprezentační hokejový obránce.
V roce 1924 byl členem Švýcarského hokejového týmu, který skončil osmý na zimních olympijských hrách.